# Harcoló Szolidaritás
Harcoló Szolidaritás (lengyelül: Solidarność Walcząca) illegális lengyel antikommunista szervezet volt, amelyet 1982 júniusában alapított Kornel Morawiecki Wrocławban, válaszként a Szolidaritás szakszervezet betiltására és az ellenzék kormányzati elnyomásával szemben, miután a szükségállapotot 1981-ben bejelentették. Ez volt a Szolidaritás legradikálisabb szervezete.

## Jelképe
A Morawiecki és a Harcoló Szolidaritás aktivistái a második világháborús lengyel ellenállás utódjaként látták és alakították ki szervezetüket, így szimbólumuk egybeolvasztotta a Szolidaritás logót a Honi Hadsereg szimbólumaként használt horgonnyal (kotwica) és koronázott lengyel sassal (1945-ben az új kommunista rezsim eltávolította a koronát a sas fejéről a lengyel címeren, sokan az ellenzék közül a koronát tartották a független, nem kommunista Lengyelország szimbólumának).

## Tevékenysége
A Harcoló Szolidaritás egyik fő tevékenysége az információs hadviselés volt: számos illegális folyóiratot (bibuła) nyomtatott és terjesztett. Ezek közül a legismertebbek a "Biuletyn Dolnośląski" (Wrocław), a "Solidarność Walcząca" (Poznań) és a "Galicja" (Rzeszów). A Harcoló Szolidaritás bibułája volt az első, amelyet a szükségállapot időszakában kinyomtattak, a szükségállapot bevezetése másnapján már elérhető volt. 
A Harcoló Szolidaritás megpróbált aktívan beszivárogni a lengyel titkosszolgálatba (Służba Bezpieczeństwa), más antikommunista szervezetek támogatására, beleértve a szovjet blokk más országait, de még magát a Szovjetuniót is. A lengyel titkosszolgálatnak rendkívül nehéz volt behatolni a szervezetbe, annak ellenére, hogy különböző taktikákat alkalmaztak, beleértve Morawiecki gyermekeinek emberrablását, fenyegető leveleket stb. Militáns hírneve dacára a „Harcoló Szolidaritás” nem támogatta az erőszakot és a terrorizmust.
A Harcoló Szolidaritás volt az akkori két lengyel szervezet egyike, amelynek bejelentett elsődleges célja kezdettől fogva az volt, hogy eltörölje a kommunizmust, Lengyelország és a többi kommunista kormányokkal elnyomott nemzetek függetlensége (beleértve a Szovjetuniót is), Németország újraegyesítése.
A Harcoló Szolidaritás központjai közé tartozik Wrocław, Poznań, Gdańsk, Rzeszów és a Felső-Szilézia vidék. Legjelentősebb tagjai közé tartozott Maciej Frankiewicz (Poznań), Roman Zwiercan, Andrzej Kołodziej (Gdynia), Jadwiga Chmielowska (Sosnowiec), Janusz Szkutnik (Rzeszów). 1986-ban bejelentette, hogy több száz aktív taggal rendelkezik, nem számítva szövetségeseket és a támogatókat.
1990-ben a Harcoló Szolidaritás számos tagja létrehozott egy politikai pártot: Partia Wolności (Szabadság Párt).